# Mazuz Bin Dżada
Mazuz Bin Dżada, Mazouz Ben Djedaa (ar. معزوز بن جدعة; ur. 20 grudnia 1967) – algierski zapaśnik walczący w stylu klasycznym. Olimpijczyk z Barcelony 1992, gdzie zajął jedenaste miejsce w kategorii 68 kg.
Srebrny medalista igrzysk afrykańskich w 1987, 1991; brązowy w 1995 i piąty w 1987. Zdobył cztery medale na mistrzostwach Afryki, w tym złoty w 1992. Brązowy medalista arabski w 1995. Siódmy na igrzyskach śródziemnomorskich w 1991 roku.
- Turniej w Barcelonie 1992

Przegrał z Irańczykiem Abdollahem Czamangoli i Kim Seong-munem z Korei Południowej